# Красиловка (Коростышевский район)
Красиловка (укр. Красилівка) — село на Украине, основано в 1841 году, находится в Коростышевском районе Житомирской области.
Население по переписи 2001 года составляет 86 человек. Почтовый индекс — 12530. Телефонный код — 4130. Занимает площадь 0,781 км².

## Адрес местного совета
12530, Житомирская область, Коростышевский р-н, с.Квитневое